# Chu (họ)
Châu/Chu (chữ Hán: 周), và Chu (朱), là hai họ của người Trung Quốc, Việt Nam và Triều Tiên.

## Phân biệt họ Châu 周 và Chu 朱
Theo nghĩa đen của mặt chữ, 周 có nghĩa là "quay vòng, tuần hoàn" (như trong từ chu vi, chu trình, chu kỳ); 朱 có nghĩa là "màu đỏ son" (như trong từ vết chu sa)
Theo Hán Việt tự điển của Thiều Chửu, cả 周 và 朱 đều chỉ có một cách đọc là Chu. Âm đọc Hán Việt Châu được giải thích bắt nguồn từ việc kị húy chúa Nguyễn Phúc Chu nên Chu được đổi thành Châu.
Theo phiên thiết trong các vận thư soạn thời Đường, Tống của Trung Quốc (thời điểm được cho là hình thành nên âm Hán Việt tiêu chuẩn) và âm đọc trong tiếng Trung Quốc đương thời thì chữ "周" đọc là "châu" , chữ "朱" đọc là "chu" . Trong tiếng Việt có hiện tượng vần "âu" và "u" hỗ hoán, một số chữ Hán có âm Hán Việt mang vần "âu" có âm đọc theo phiên thiết mang vần "u" và ngược lại. Tỉ dụ như "chu" 週 có âm đọc theo phiên thiết là "châu", "châu" 珠 có âm đọc theo phiên thiết là "chu", "thu" 秋 có âm đọc theo phiên thiết là "thâu", "thâu" 輸 có âm đọc theo phiên thiết là "thu".
Trong tiếng Trung Quốc hai họ Châu/Chu 周 và Chu/Châu 朱 có âm đọc khác nhau. Dưới đây âm đọc của họ Châu/Chu 周 và Chu/Châu 朱 trong tiếng phổ thông Trung Quốc và một số phương ngôn của tiếng Hán:
- Họ Châu 周:
  - Tiếng phổ thông Trung Quốc: zhōu
  - Tiếng Quảng Đông: zau1
  - Tiếng Triều Châu: ziu1
  - Tiếng Khách Gia: ziu1
  - Tiếng Mân Nam: ziu1
- Họ Chu 朱:
  - Tiếng phổ thông Trung Quốc: zhū
  - Tiếng Quảng Đông: zyu1
  - Tiếng Triều Châu: zu1
  - Tiếng Khách Gia: zu1
  - Tiếng Mân Nam: zu1

Theo bảng xếp hạng "Bách gia tính" ("百家姓"排行榜) năm 2013 của Trung tâm Nghiên cứu Nguồn gốc Tính thị Hoa Hạ Hội Nghiên cứu Văn hoá Phục Hi Trung Hoa (中華伏羲文化研究會華夏姓氏源流研究中心) họ Châu/Chu 周 đứng thứ 10, họ Chu 朱 đứng thứ 14 về số lượng người mang họ .
Trong tiếng Triều Tiên hai họ 周 và 朱 là đồng âm, đọc theo âm chữ Hán Triều Tiên đều là "주" (chuyển tả Latin: Ju). Tổng số người theo hai họ này ở Hàn Quốc là 215.010 theo thống kê năm 2000, xếp thứ 32 theo độ phổ biến ở Hàn Quốc .